# Chaetodon fasciatus

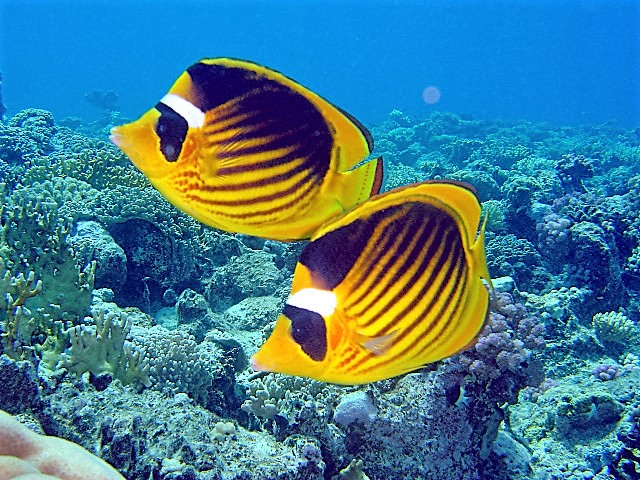
Chaetodon fasciatus, pareja

Діагональний метелик (Chaetodon fasciatus), відомий також як метелик-єнот Червоного моря — вид морських риб родини Щетинкозубих (Chaetodontidae).
Зустрічається у Червоному морі та на заході Індійського океану.

## Опис
Має жовте тіло, на якому позначено 11 діагональних смуг. На голові є вертикальна чорна смуга через око та неповна біла смуга на лобі. Має жовті спинний, анальний та хвостовий плавники. Загальна довжина цього виду досягає 22 сантиметри.

## Поширення
Зустрічається на північному заході Індійського океану. Від Червоного моря та Аденської затоки на південь аж до Кенії.

## Середовище існування та біологія
Тримаються над коралами та навколо них, тому що живляться ними. Спостерігали також як ці риби живляться драглистим зоопланктоном, таким як медузи (Scyphozoa) та желе з гребінцями (Ctenophora).

## Систематика
Діагональна риба-метелик була вперше офіційно описана шведськомовним фінським натуралістом Пітером Форсскалем (1732—1763) у 1775 році з місцевістю типу Джедда. У цій групі її найближчим родичем є дуже схожий звичайний єнотоподібний метелик (C. lunula). Іншими найближчими родичами є чорний метелик (C. flavirostris), філіппінський метелик (C. adiergastos) та незвичайний червонохвостий метелик (C. collare). Хоча забарвлення цієї групи дуже варіюється, всі вони є великими рибами-метеликами з овальним контуром. Більшість із них мають косі смуги на флангах. За винятком червонохвостих рибок-метеликів, існує принаймні рудиментарна форма маски "єнот" з білим пробілом між темною короною та зоною очей.